# Plombières
Plombières es una comuna de la región de Valonia, en la provincia de Lieja, Bélgica. A 1 de enero de 2019 tenía una población estimada de 10 459 habitantes.

## Geografía
Se encuentra ubicada al este del país, en la región natural del País de Herve, y cerca de las fronteras con Alemania y los Países Bajos.

### Secciones del municipio
El municipio comprende los antiguos municipios, que se fusionaron en 1977:
| - Gemmenich - Hombourg - Montzen - Moresnet - Sippenaeken |

### Galería

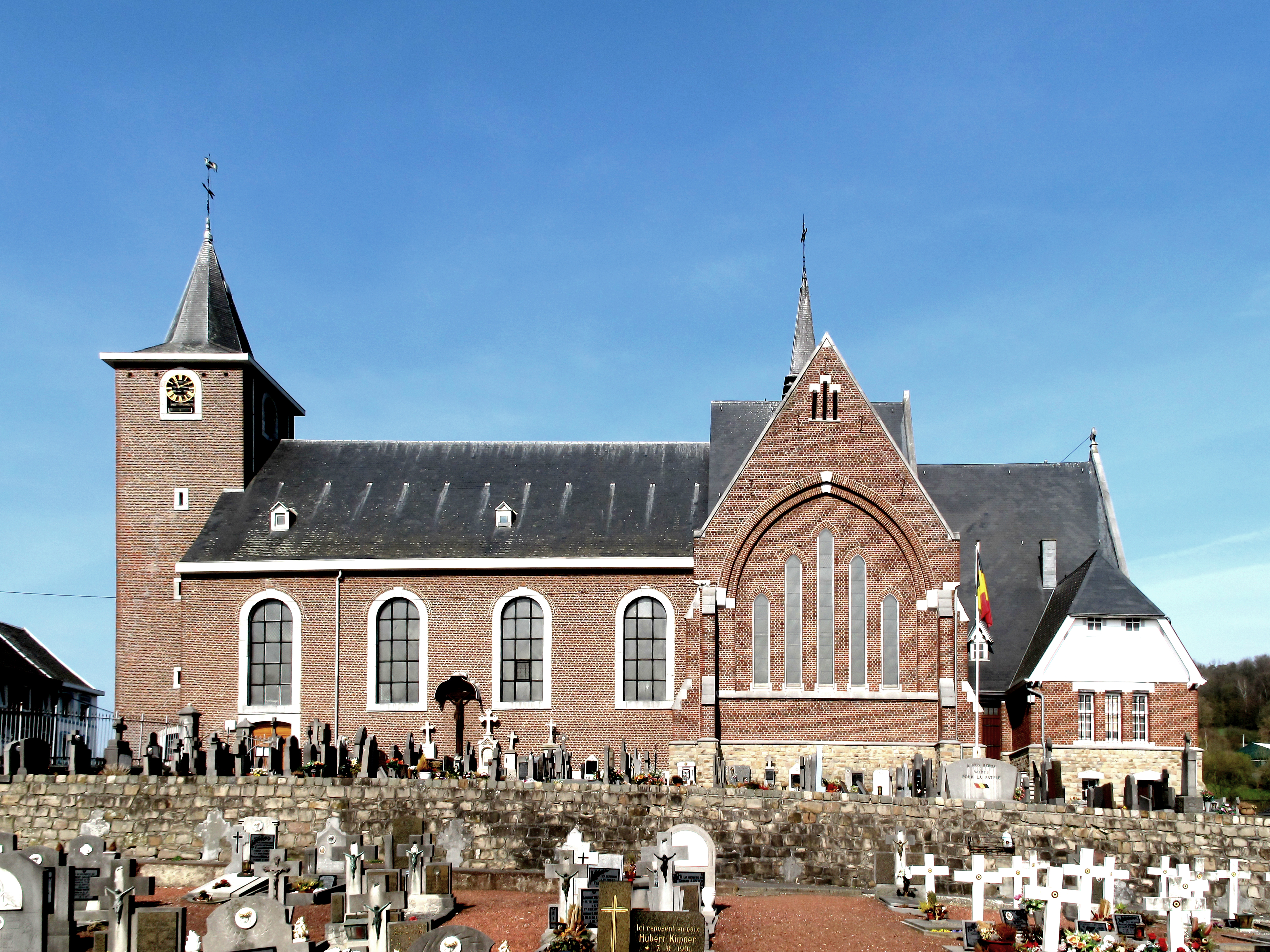
Gemmenich, la iglesia: l'église Saint Hubert
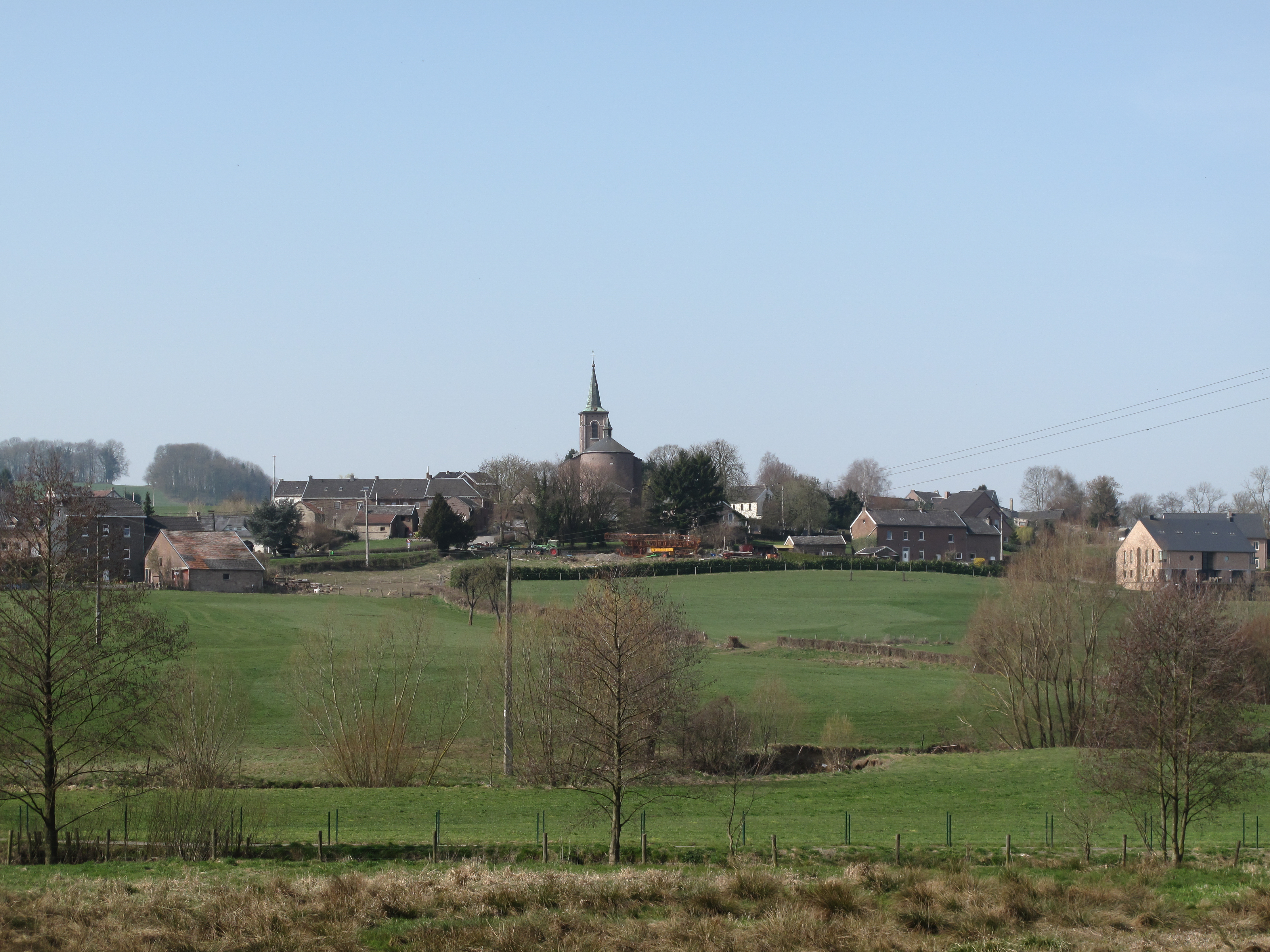
Sippenaeken, vista del aldea
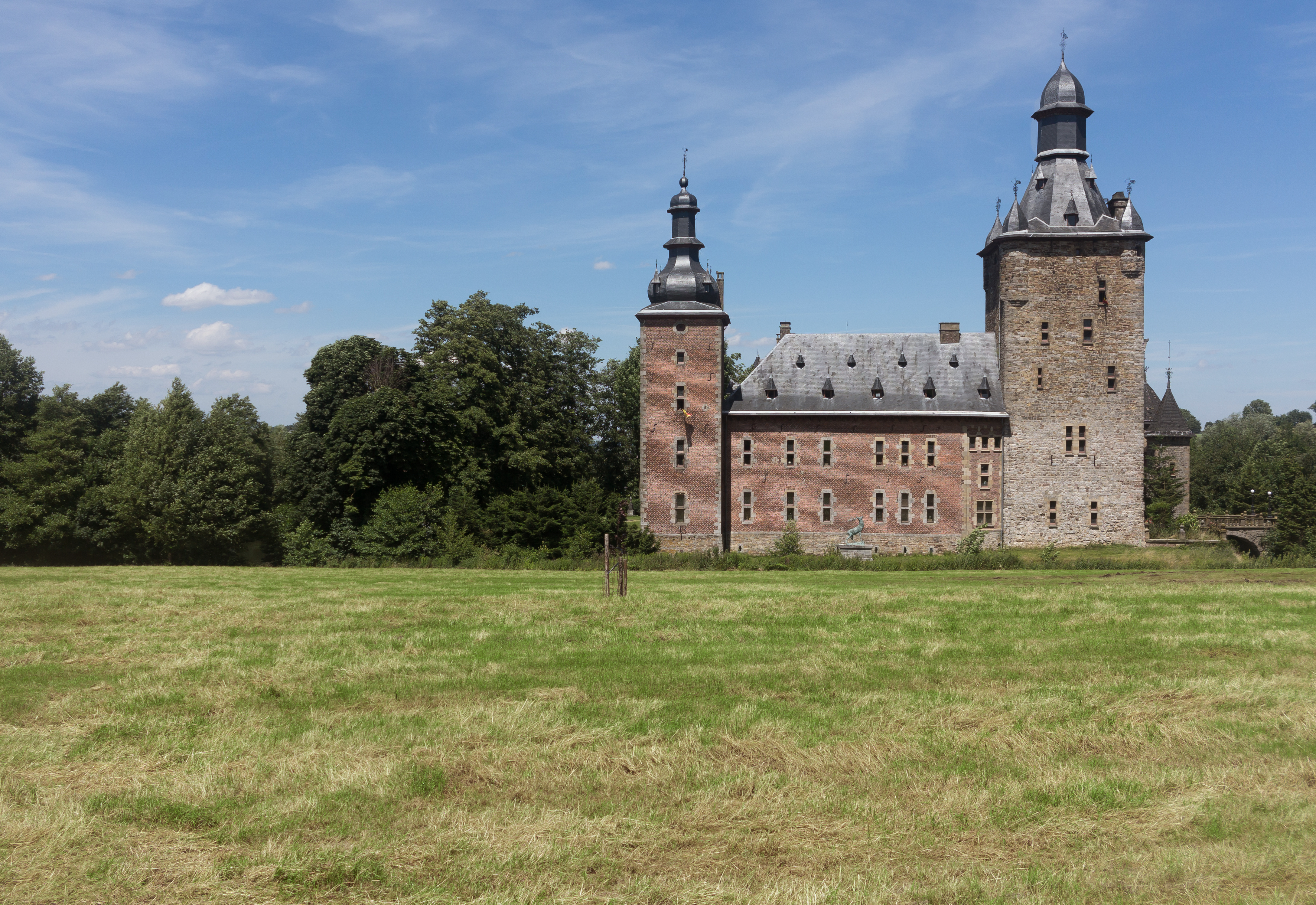
Sippenaeken, el castillo: le château de Beusdael
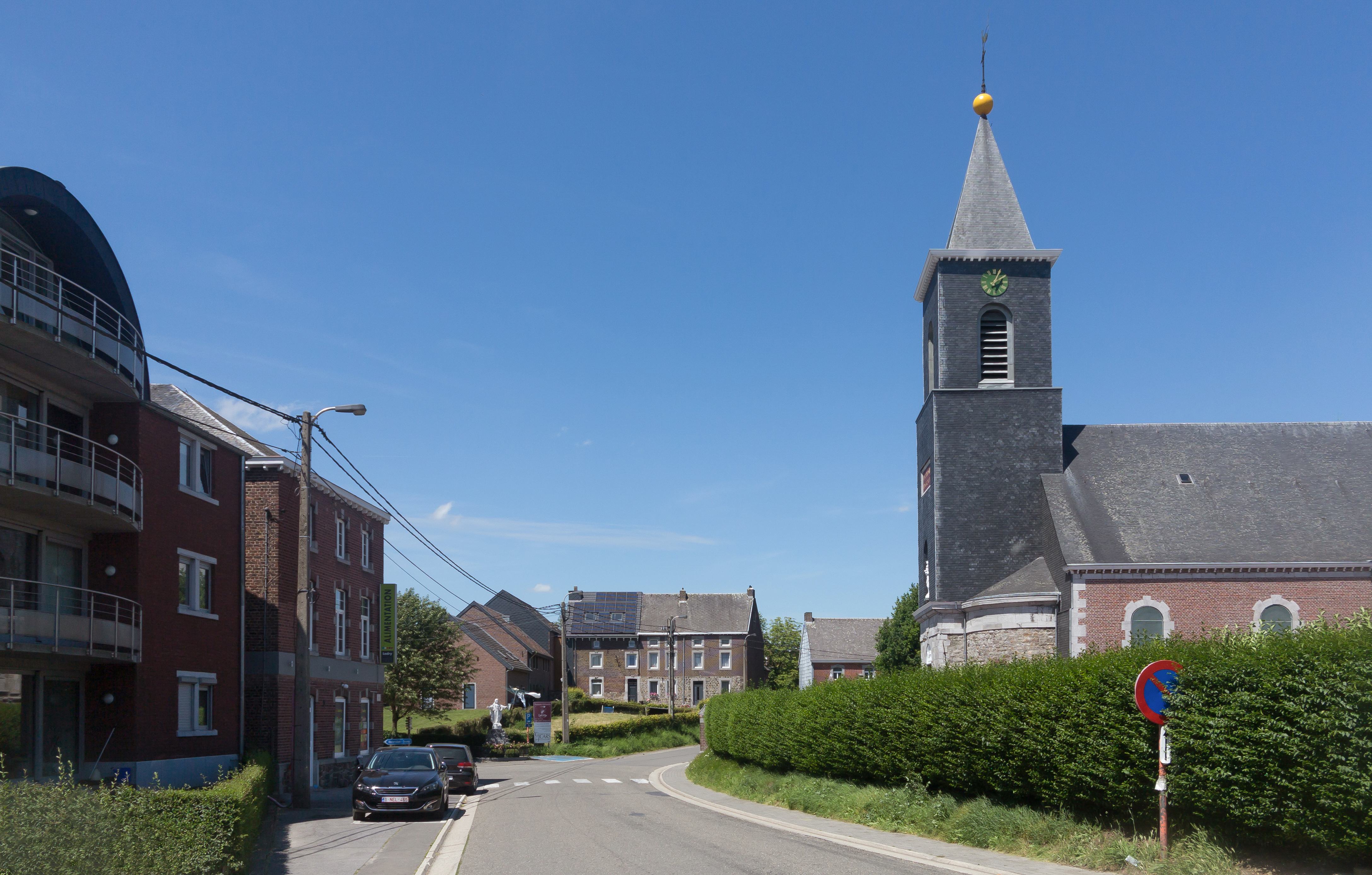
Hombourg, la iglesia: l'église Saint Brice
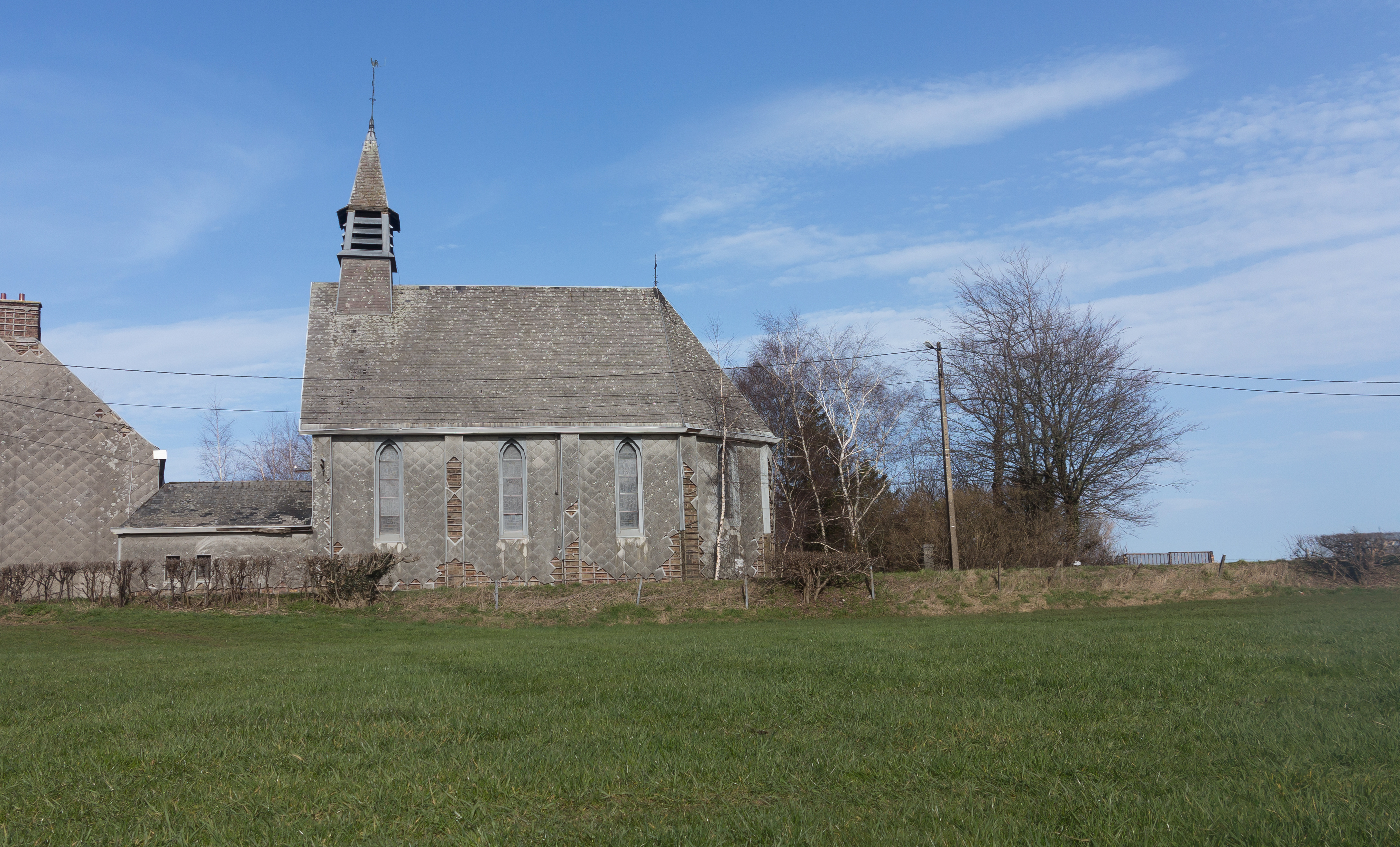
Hombourg, la iglesia: l´église Agnus Dei
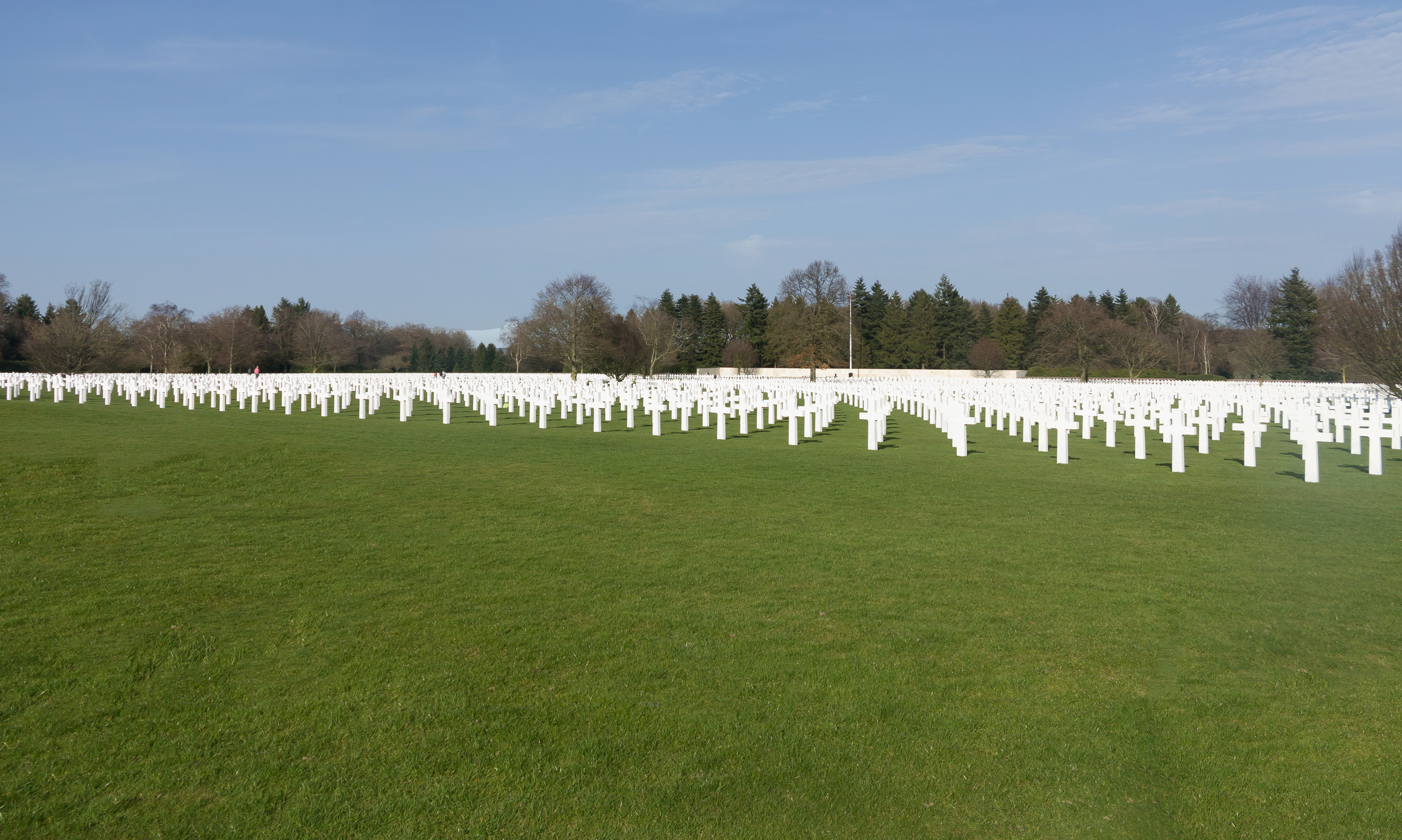
Hombourg, el cementerio militar estadounidense

## Demografía

### Evolución
Todos los datos históricos relativos al actual municipio, el siguiente gráfico refleja su evolución demográfica, incluyendo municipios después de efectuada la fusión el 1 de enero de 1977.
| Gráfica de evolución demográfica de Plombières entre 1846 y 2019 |
|                                                                  |